# Halowe Mistrzostwa Europy w Lekkoatletyce 1977 – trójskok mężczyzn
Trójskok mężczyzn – jedna z konkurencji technicznych rozgrywanych podczas halowych lekkoatletycznych mistrzostw Europy w hali Velódromo de Anoeta w San Sebastián. Rozegrano od razu finał 12 marca 1977. Zwyciężył reprezentant Związku Radzieckiego Wiktor Saniejew, który tym samym obronił tytuł zdobyty na poprzednich mistrzostwach.

## Rezultaty
Rozegrano od razu finał, w którym wzięło udział 10 skoczków.

Opracowano na podstawie materiału źródłowego.
| Poz. | Zawodnik            | Reprezentacja | Próby | Próby | Próby | Próby | Próby | Próby | Wynik |
| Poz. | Zawodnik            | Reprezentacja | 1     | 2     | 3     | 4     | 5     | 6     | Wynik |
| ---- | ------------------- | ------------- | ----- | ----- | ----- | ----- | ----- | ----- | ----- |
| 01 ! | Wiktor Saniejew     | ZSRR          | 16,24 | 16,18 | 16,65 | 15,90 | 15,98 | x     | 16,65 |
| 02 ! | Jaak Uudmäe         | ZSRR          | 16,14 | x     | 16,46 | x     | 15,97 | 15,86 | 16,46 |
| 03 ! | Bernard Lamitié     | Francja       | 15,63 | 16,23 | 16,45 | x     | 16,05 | x     | 16,45 |
| 4.   | Zdzisław Sobora     | Polska        | x     | 16,23 | 16,24 | x     | x     | 16,30 | 16,30 |
| 5.   | Janoš Hegediš       | Jugosławia    | x     | 16,44 | 16,07 | 16,02 | 16,11 | 16,05 | 16,11 |
| 6.   | Christian Valétudie | Francja       | 16,09 | 15,90 | 15,72 | 15,89 | 15,65 | 15,89 | 16,09 |
| 7.   | Roberto Mazzucato   | Włochy        | 15,57 | 16,00 | 15,69 | 15,72 | 15,40 | 14,82 | 16,00 |
| 8.   | Richard Kick        | RFN           | 15,86 | x     | 15,82 | 15,55 | 15,60 | 15,64 | 15,86 |
| 9.   | Ramón Cid           | Hiszpania     | 15,80 | 14,06 | 15,03 |       |       |       | 15,80 |
| –    | Wolfgang Kolmsee    | RFN           | x     | x     | –     |       |       |       | NM    |